# Pahau River
Der Pahau River ist ein Fluss im Osten der Südinsel Neuseelands.

## Geographie
Die Quellen des Flusses liegen an der Ost- und Nordflanke des 1615 m hohen Mount Tekoa innerhalb der Tekoa Range. Von dort umfließt er in zunächst nördlicher, dann östlicher und zuletzt südlicher Richtung den 1362 m hohen Big Big D und behält dann die Fließrichtung entlang der Culverden Range bei. Am Ende derselben knickt er nach Südosten ab und durchströmt die Amuri Plain bis zur Westflanke Lowry Peaks Range, wo er in den Hurunui River mündet.

## Infrastruktur
Innerhalb der Amuri Plain verlaufen viele Straßen, wobei die wichtigste der New Zealand State Highway 7 ist, der wenige Kilometer südlich von Culverden den Fluss überquert. Innerhalb der Bergketten verlaufen verschiedene Wanderwege am Pahau River.